# Toxorhynchites bambusicola
Toxorhynchites bambusicola är en tvåvingeart som först beskrevs av Lutz och Arthur Neiva 1913.  Toxorhynchites bambusicola ingår i släktet Toxorhynchites och familjen stickmyggor. Inga underarter finns listade i Catalogue of Life.